# Ket e Wig
Ket (... – ...) e 
Wig (... – ...) sono presentati dalle Gesta Danorum (libro 4) come figli di Frowin, governatore dello Schleswig.
Wig compare anche nella Cronaca anglosassone come figlio di Freawine (Frowin) e padre di Gewis e uno degli antenati dei re del Wessex.
Il padre Frowin/Freawine fu affrontato in combattimento e ucciso dal re svedese Athisl. Fu re Wermund ad allevare poi Ket e Wig come fossero suoi figli. In seguito loro vendicarono il padre, ma poi combatterono insieme contro Athisl, cosa vista come un'onta nazionale, che fu poi lavata dal loro cognato, Offa figlio di re Wermund, che uccise due sassoni allo stesso tempo in un singolo combattimento, come riferisce il Widsith.